# Jefrém (distrito)
Jefrém (em árabe: يفرن; romaniz.: Yafran) foi um dos distritos da Líbia da porção noroeste do país com capital em Jefrém. Foi criado em 1983 e segundo censo de 1987, sua população era de 73 420. Foi abolido em 2001 e em seu lugar foi criado o distrito de Jefrém e Jadu.